# Афу, Амоне
Амоне Афу Фунгавака (род. 1957, Холонга) — тонганский регбист, выступавший на позиции хукера.

## Карьера
Дебютную игру провёл за сборную Тонги 25 августа 1982 года в Апиа против Самоа. Выступал на первом в истории чемпионате мира по регби в 1987 году в Новой Зеландии, где провёл три матча группового этапа. Последнюю игру провёл 29 августа 1987 года в Суве против Фиджи. В 13 играх набрал 4 очка благодаря попытке, занесённой 28 августа 1982 года против Фиджи.